# 田智宣
田智宣（1960年4月6日—2016年5月29日），暱稱微笑老田，臺灣政治人物，民主進步黨籍，曾任第13、14屆花蓮縣議會議員，第14、15屆吉安鄉鄉長，第16、17屆花蓮市市長。田智宣是第一位於吉安鄉、花蓮市兩大花蓮縣行政區勝選連任之民進黨籍人士，施政不分藍綠及備受選民肯定而被譽為「花蓮傳奇」。根據民進黨所進行民調，有高達8成市民肯定田智宣施政成績。

## 從政經歷

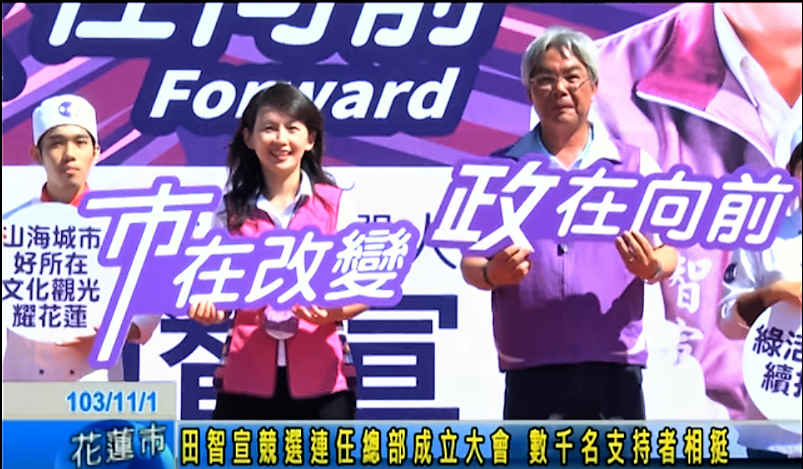
花蓮市長田智宣與妻子張美慧於2014年競選連任大會上

自東吳大學畢業後返鄉服務，1986年開始擔任基層村幹事，之後陸續當選為花蓮縣議員與吉安鄉鄉長。
田智宣於2002年以得票率53.16%擊敗國民黨籍的林春生，成為首位民進黨籍的吉安鄉長。2003年，於吉安鄉長任內成立花蓮縣第一個「客家諮詢委員會」，2005年更首創全縣第一個客家族群專責行政單位「客家事務所」。任內完成知卡宣大道更新、初英自行車道等建設，並於2005年再度以58.32%得票率擊敗國民黨籍的邱永双連任成功。
2009年，拜泛藍分裂之賜，以990票之差擊敗國民黨提名的林有志，當選第16任花蓮市市長，是第一位民進黨籍的花蓮市市長。同年，與中廣主播張美慧結婚。2014年，以近六成三的得票率高票連任花蓮市長，儼然成為綠營在花蓮的明日之星，未來為民進黨爭取花蓮縣立法委員或縣長寶座的呼聲極高。任內推動完成洄瀾人文館、十六股大道、花蓮文創園區、國福花海等，但卻在任期過半前英年早逝，對民進黨而言更是痛失一名選戰的良將。

## 逝世
田智宣於2015年12月擔任蕭美琴競選立法委員總幹事時發現罹患肺癌末期，因而療養1個月，其後病情好轉於2016年2月復出問政。唯之後病情反復，癌細胞轉移至腦幹、脊髓，於2016年5月29日2點44分在家人陪伴下病逝，享年56歲。
田智宣過世當天，總統蔡英文由立委蕭美琴陪同至田宅捻香弔唁，慰問遺孀張美慧等家屬「要堅強挺住」，並讚揚田智宣是「拚命用心做事的人」，也請大家「幫他做完來不及做的事」。
2016年6月13日，副總統陳建仁、立法院長蘇嘉全、原住民族委員會主委夷將·拔路兒、日本姐妹市與那國町町長外間守吉等眾多中央與地方人士和民眾親自參加田智宣追思會，客家委員會主委李永得也頒授一等客家事務專業獎章以表彰田智宣市長任內推動客家事務之功績，由遺孀張美慧受領。
民進黨秘書長洪耀福說田智宣是花蓮第一位超越藍綠的政治人物，他知道「相信土地、相信人民、更要相信自己代表的價值」，是民進黨公職人員的典範。

## 選舉紀錄
| 年度 | 選舉屆數               | 選舉區           | 所屬政黨   | 得票數 | 得票率 | 當選標記 | 備註 |
| ---- | ---------------------- | ---------------- | ---------- | ------ | ------ | -------- | ---- |
| 1998 | 第十四屆花蓮縣議員選舉 | 花蓮縣第三選舉區 | 民主進步黨 | 3,438  | 8.22%  |          |      |
| 2002 | 第十四屆吉安鄉鄉長選舉 | 花蓮縣吉安鄉     | 民主進步黨 | 13,939 | 53.16% |          |      |
| 2005 | 第十五屆吉安鄉鄉長選舉 | 花蓮縣吉安鄉     | 民主進步黨 | 20,281 | 53.82% |          |      |
| 2009 | 第十六屆花蓮市市長選舉 | 花蓮縣花蓮市     | 民主進步黨 | 22,031 | 47.02% |          |      |
| 2014 | 第十七屆花蓮市市長選舉 | 花蓮縣花蓮市     | 民主進步黨 | 28,177 | 62.15% |          |      |